# Riu de Santa Magdalena
El riu de Santa Magdalena o Romadriu és un riu pirinenc perenne, afluent per l'esquerra de la Noguera Pallaresa. Té la seva capçalera a 2.375 metres, a la línia de crestes entre el pic de lo Covil i el pic de Màniga, en el municipi de Farrera. La superfície de la seva conca és de 109,8 quilòmetres quadrats.
El riu es forma a partir de la unió dels torrents de la Màniga, de Sabollera, Coll de Finestres i de Conflent. Drena la vall de La Ribalera, fent inicialment de límit municipal i comarcal, entre els termes de Vallferrera als Pallars Sobirà i el terme de Montferrer i Castellbò, de la comarca de l'Alt Urgell. Fa una incursió a l'Alt Urgell tot flanquejant el Bony Xic fins a arribar a l'ermita de Santa Magdalena de Ribalera, on el riu torna a fer de límit local.
Passa pel poble de Romadriu, ja dintre del terme municipal de Llavorsí, el qual està situat en el marge dret del riu als 1.337 metres d'altitud. Poc després, en torn als mil metres d'altitud, el riu torna a fer de límit municipal, aquesta vegada entre Llavorsí al nord i Rialp al marge sud.
Desaigua al Noguera Pallaresa a una altitud de 778 metres, al punt central de l'Estret de Vellànega o de la Moleta, gargamella entre Llavorsí i Rialp.
La major part del recorregut del riu es fa dintre del Parc Natural de l'Alt Pirineu.

## Minicentrals hidroelèctriques
A la conca del riu de Santa Magdalena hi ha tres minicentrals hidroelèctriques que la mateixa empresa va promoure i construir conjuntament:
- Central hidroelèctrica de Montenartró. La presa situada al poble de Romadriu deriva una part del cabal a un canal soterrat que deriva l'agua fins a la cambra de càrrega que alimenta el salt de la minicentral.
- Central hidroelèctrica de Vallespir. La resclosa del Vallespir, ubicada a la Borda del Prilla, sota el poble de Montenartró, alimenta la cambra de càrrega del salt, del qual arranca la canonada forçada que rau a la sala de turbines de la central.
- Central hidroelèctrica de Mal Pas. La resclosa, situada a continuació de la minicentral de Vallespir, alimenta les turbines de la central situades aigües avall. És una central amb greus problemes de rendibilitat.[4]

### Efectes
En relació al cabal, les diverses captacions hidroelèctriques alteren el règim del riu i l'eixuguen considerablement, sent notable el tram de riu situat sota Romadriu on aquest queda eixut al llarg d'uns centenars de metres. En alguns trams hi han poblacions de truita comuna amb una bona densitat d'individus, però presentant el problema d'estar aïllades o bé que els manca població d'alevins. Aquest últim símptoma no se sap si és causat per que les barreres del riu dificulten la fressa o bé per l'existència de crescudes i detraccions sobtades d'aigua en època de reproducció.
En un estudi posterior es va determinar que els dispositius instal·lats a les preses per permetre el pas dels peixos mereixien una qualificació de mediocre o dolenta.